# 축동면
축동면(杻東面)은 대한민국 경상남도 사천시의 면이다. 넓이는 23.29km2이고, 인구는 2010년 기준으로 2,282명이다. 남해고속도로 사천·축동 나들목이 있다.

## 행정 구역
- 가산리(駕山里)
- 탑리(塔里)
- 사다리(士多里)
- 길평리(吉坪里)
- 반룡리(盤龍里)
- 배춘리(培春里)
- 구호리(舊湖里)

## 교육
- 축동초등학교